# Chaetoseris cyanea
Chaetoseris cyanea là một loài thực vật có hoa trong họ Cúc. Loài này được (D.Don) C.Shih mô tả khoa học đầu tiên năm 1991.